# Сент-Агат-де-Мон
Сент-Агат-де-Мон (фр. Sainte-Agathe-des-Monts — город в провинции Квебек (Канада), в административном регионе Лорантиды.
Назван в честь Святой Агаты. Буквальное значение названия — «Святая-Агата-в-Горах», поскольку регион действительно горный.
С конца XIX века город был популярным курортом, в частности для жителей Монреаля. Это, в частности, одно из немногих мест довоенного Квебека, где евреи могли приобрести дачу (во многих других местах владельцы договаривались между собой сдавать или продавать дома только христианам). Поэтому именно здесь происходит часть действия романа Мордехая Рихлера «Ученичество Дадди Кравица» (англ. The Apprenticeship of Duddy Kravitz).

## Ссылка
- Официальная страница города Sainte-Agathe-des-Monts